# Griechisch-türkische Beziehungen
Die griechisch-türkischen Beziehungen haben eine lange und komplexe Vorgeschichte. Die griechische Präsenz in Kleinasien geht bis in die Bronzezeit zurück. Mit dem Niedergang des griechisch-römischen Byzantinischen Reiches fiel Griechenland schließlich unter die Herrschaft des Osmanischen Reiches. Nach der griechischen Unabhängigkeit von den Osmanen im frühen 19. Jahrhundert nach der griechischen Revolution begannen die offiziellen diplomatischen Beziehungen zwischen Griechenland und dem Osmanischen Reich (dem Vorgängerstaat der modernen Republik Türkei). Zu den Kriegen zwischen den Osmanen und den Griechen nach der griechischen Unabhängigkeit gehören der Türkisch-Griechische Krieg und die beiden Balkankriege, in denen Griechenland sein Territorium auf Kosten der Osmanen ausdehnen konnte. Nach dem Ende des Ersten Weltkriegs wurde das Osmanische Reich von den Westmächten aufgelöst und für Griechenland ergab sich die Chance, die Version eines „Großgriechenlands“ (Megali Idea) zu verwirklichen, welches die Westtürkei und die Stadt Istanbul (Konstantinopel) einschließen sollte. Im Griechisch-Türkischen Krieg (1919–1922) scheiterte dieser Plan aber schließlich am türkischen Widerstand, welcher von Mustafa Kemal Atatürk (in Thessaloniki geboren) angeführt wurde. Atatürk rief nach dem türkischen Sieg schließlich am 29. Oktober 1923 die Republik Türkei aus. Die Niederlage wurde in Griechenland zu einem nationalen Trauma (Kleinasiatische Katastrophe). Der Krieg führte auch zu einem Bevölkerungsaustausch zwischen Griechenland und der Türkei, bei dem über eine Million Griechen aus Kleinasien und knapp 400.000 Muslime aus Griechenland vertrieben wurden. Bei den Vertreibungen kamen tausende Menschen ums Leben. Lediglich die griechische Minderheit in Istanbul durfte im Land verbleiben, wurde allerdings später des Landes verwiesen, womit 3000 Jahre griechischer Präsenz in Kleinasien endeten.
Nach dem Zweiten Weltkrieg wurden die Rivalität beider Länder zuerst von der Bedrohung durch die Sowjetunion überlagert und beide Länder traten 1952 gemeinsam der NATO bei. In der Zypernkrise flammten die Spannungen zwischen beiden Ländern wieder auf. Auch wenn diplomatische Beziehungen zwischen beiden Ländern bestehen, sind die Beziehungen im 21. Jahrhundert weiterhin belastet und beide Seiten sehen sich durch die jeweils andere in ihrer Sicherheit bedroht. Die aktuellen Beziehungen der beiden Länder werden von mehreren Streitpunkten negativ beeinflusst, darunter territoriale Streitigkeiten über die Festlegung der Grenze zwischen Griechenland und der Türkei, Minderheitenrechte und die Beziehungen der Türkei zur Europäischen Union (EU) und ihren Mitgliedstaaten, insbesondere Zypern. Zunehmend ist auch die Kontrolle über die Energieressourcen im Mittelmeerraum zu einem Streitpunkt zwischen den beiden Ländern geworden.

## Geschichte der griechisch-türkischen Beziehungen

### Vorgeschichte

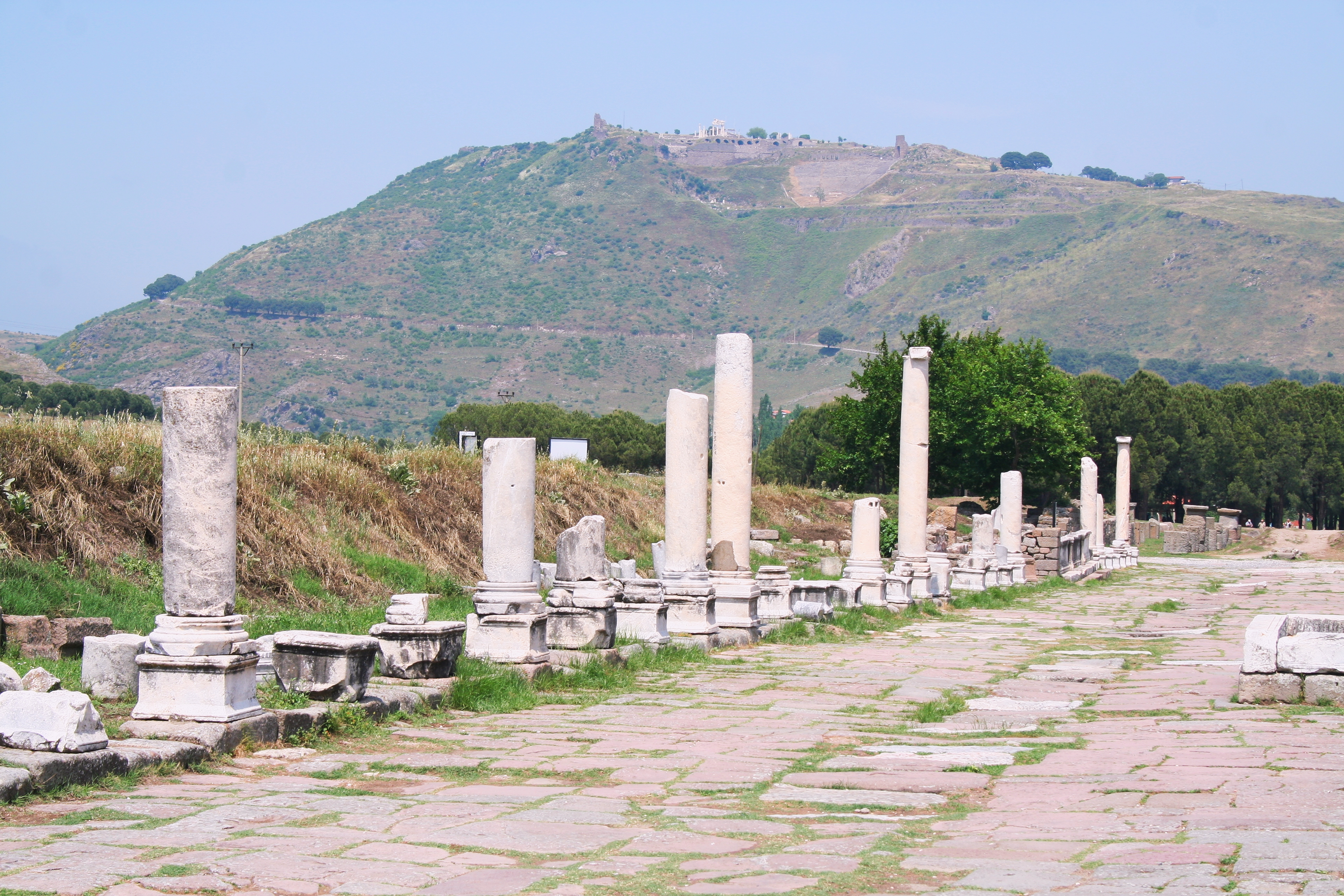
Antike Stadt Pergamon in der heutigen Türkei

Die griechische Präsenz in Kleinasien geht mindestens auf die späte Bronzezeit (1450 v. Chr.) zurück. Der erste Kontakt zwischen dem Ersten Türk-Kaganat, welches als frühes türkisches Großreich gilt, und dem Byzantinischen Reich wird auch das 6. Jahrhundert datiert. Im 11. Jahrhundert erlangten die Seldschuken mit der Landnahme Anatoliens die Macht in Kleinasien. Später wurden in den ehemaligen byzantinischen Gebieten und im Gebiet des zerfallenden Seldschuken-Sultanats türkische anatolische Beylik gegründet, in einem dieser Beylik regierten die Osmanen, welche das Osmanische Reich gründeten. Die Osmanen konnten das griechische Byzanz im Laufe der Zeit immer weiter zurückdrängen und 1453 eroberten die Osmanen nach langer Belagerung die byzantinische Hauptstadt Konstantinopel. Griechenland kam im 15. Jahrhundert unter osmanische Herrschaft. Im Osmanischen Reich bildeten Griechen eine bedeutende Minderheit. In den folgenden Jahrhunderten kam es zu sporadischen, aber erfolglosen griechischen Aufständen gegen die osmanische Herrschaft. Der griechische Nationalismus kam im 18. Jahrhundert auf und wurde von der Griechisch-orthodoxen Kirche und der Filiki Eteria unterstützt. Im März 1821 begann der griechische Unabhängigkeitskrieg. Nach dem griechischen Unabhängigkeitskrieg wurde die Erste Hellenische Republik gegründet und 1832 zum Königreich Griechenland. Die Beziehungen zwischen Griechenland und dem Osmanischen Reich wurden durch die Orientalische Frage und die Megali Idea geprägt, welche eine Wiederherstellung der byzantinischen Größe und die Rückeroberung Konstantinopels anstrebte. Zu den folgenden griechisch-türkischen Konflikten gehörte der Epirus-Aufstand von 1854 während des Krimkriegs, der griechisch-mazedonische Aufstand von 1878 und der Epirus-Aufstand von 1878 während des Russisch-Osmanischer Kriegs (1877–1878). Zum direkten Krieg zwischen den Osmanen und den Griechen kam es im Türkisch-griechischen Krieg von 1897 und innerhalb der Balkankriege. Bis zum Ende des Zweiten Balkankrieges wuchs Griechenland durch mehrere territoriale Erweiterungen um zwei Drittel.

### Nach dem Ersten Weltkrieg

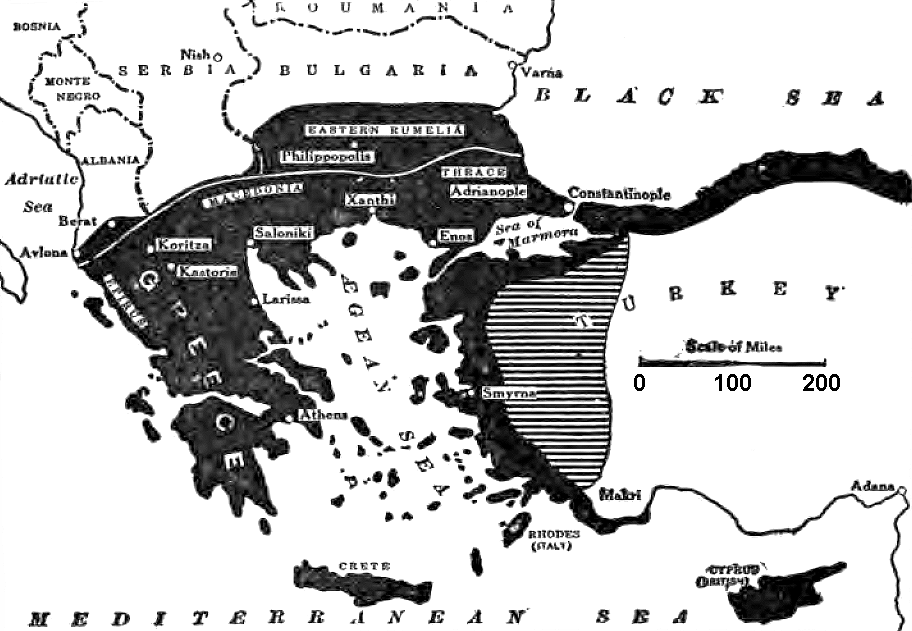
Griechische Territorialpläne von 1919

Nach dem Sieg der Alliierten im Ersten Weltkrieg erhielt Griechenland im Vertrag von Neuilly-sur-Seine die Souveränität über Westthrakien und im Vertrag von Sèvres über Ostthrakien und das Gebiet um Smyrna. Griechenland besetzte Smyrna am 15. Mai 1919, während Mustafa Kemal Pascha (der spätere Atatürk), der zum Anführer der türkischen Opposition gegen den Vertrag von Sèvres werden sollte, am 19. Mai 1919 in Samsun landete – eine Aktion, die als Beginn des türkischen Befreiungskrieges gilt. Mustafa Kemal vereinte die Türken in Kleinasien und setzte eine nationalistische Bewegung in Gang, um die alliierten Armeen einschließlich der griechischen, die das Osmanische Reich besetzt hatten, zurückzuschlagen und neue Grenzen für eine souveräne türkische Nation festzulegen. Im September 1922 nahmen türkische Truppen Smyrna ein, wobei die griechische und armenische Bevölkerung ermordet oder vertrieben wurde. Die Zahl der Toten wird dabei auf 30.000 bis 50.000 geschätzt. Mit dem Sieg Atatürks scheiterten die griechischen Pläne für eine neue Ordnung in Kleinasien, bei der große Teile der Westtürkei griechisch geworden wären. Das türkische Parlament in Ankara schaffte 1923 das Sultanat formell ab und rief die Republik aus, und der Vertrag von Lausanne beendete den Konflikt. Der Vertrag enthielt auch eine Amnestieerklärung für die Täter von Verbrechen, die zwischen 1914 und 1922 begangen wurden, einer Zeit, die von zahlreichen Gräueltaten geprägt war. Die Griechenverfolgungen im Osmanischen Reich 1914–1923 bezeichnet die systematische Verfolgung und Ermordung der christlich-osmanischen griechischen Bevölkerung Kleinasiens, die vor dem Ersten Weltkrieg begann und während des Krieges und der Folgezeit fortgesetzt wurde. Daneben vereinbarte der Vertrag auch den gegenseitigen Bevölkerungsaustausch zwischen den beiden Ländern.
Auf Initiative von Eleftherios Venizelos und in Zusammenarbeit mit Mustafa Kemal Atatürk sowie der Regierung von İsmet İnönü wurde 1930 eine Reihe von Verträgen zwischen Griechenland und der Türkei unterzeichnet, die die griechisch-türkischen Beziehungen wiederherstellten und ein De-facto-Bündnis zwischen den beiden Ländern schufen. Als Teil dieser Verträge vereinbarten Griechenland und die Türkei, dass der Vertrag von Lausanne die endgültige Regelung ihrer jeweiligen Grenzen sein würde. Sie verpflichteten sich auch, keine gegnerischen Militär- oder Wirtschaftsbündnisse einzugehen und ihr Seewettrüsten unverzüglich einzustellen. 1934 wurde der Balkanpakt unterzeichnet, in dem Griechenland und die Türkei gemeinsam mit Jugoslawien und Rumänien einen Beistandsvertrag schlossen und offene Fragen regelten. Venizelos schlug Atatürk darauf für den Friedensnobelpreis 1934 vor. Griechenland war Unterzeichner eines Abkommens von 1936, das der Türkei die Kontrolle über den Bosporus und die Dardanellen übertrug und die Durchfahrt von Kriegsschiffen der Marine regelte. Die Nationen unterzeichneten 1938 die Saloniki-Vereinbarung, der die entmilitarisierten Zonen entlang der türkischen Grenze zu Griechenland aufhob, die aus dem Vertrag von Lausanne hervorgegangen waren. Während des Zweiten Weltkriegs erreichten Weizenlieferungen aus der Türkei Griechenland, welche der Linderung der großen Hungersnot in Griechenland unter der Besetzung der Achsenmächte dienten und von den Briten erlaubt wurden, da die Türkei neutral geblieben war. Zu den Unterstützern der humanitären Hilfen gehörte die türkische Rothalbmond-Bewegung und die griechische Gemeinde von Konstantinopel.

### Nach dem Zweiten Weltkrieg

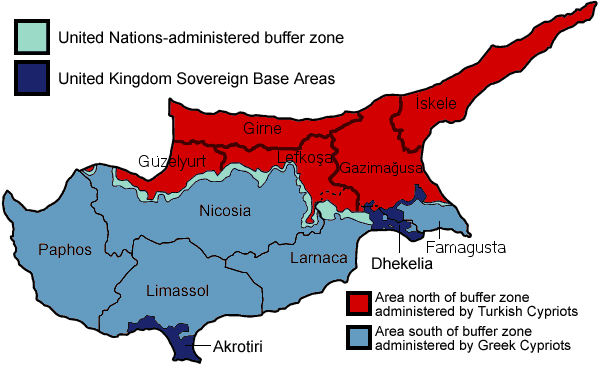
Situation in Zypern

1950 kämpften sowohl Griechenland als auch die Türkei im Koreakrieg, was die diplomatische Isolation der Türkei beendete und ihr den Beitritt in die NATO ermöglichte. 1952 traten beide Länder der NATO bei und 1953 schlossen Griechenland, die Türkei und Jugoslawien einen neuen Balkanpakt zur gegenseitigen Verteidigung gegen die Sowjetunion. Die Beziehungen verschlechterten sich bald darauf allerdings wieder. Im September 1955 explodierte eine Bombe in der Nähe des türkischen Konsulats in Thessaloniki und beschädigte auch das Geburtshaus Atatürks, wobei einige Fensterscheiben zu Bruch gingen, aber sonst kaum Schaden entstand. Als Vergeltungsmaßnahme wurden bei einem Pogrom in Istanbul innerhalb weniger Stunden Tausende von Geschäften, Häusern, Kirchen und Gräbern von Angehörigen der ethnischen griechischen Minderheit zerstört, über 12 Menschen wurden getötet und viele weitere verletzt. Die Ausschreitungen standen auch mit dem Konflikt in Zypern im Zusammenhang, wo es nach dem Abzug der Briten zu Auseinandersetzungen zwischen den auf der Insel lebenden Griechen und Türken gekommen war. 1964 kündigte der türkische Ministerpräsident İsmet İnönü als Reaktion auf die Zypernkrise den griechisch-türkischen Freundschaftsvertrag von 1930 und ging gegen die griechische Minderheit vor. Schätzungsweise 50.000 Griechen wurden darauf des Landes verwiesen, womit Istanbul seine griechische Minderheit verlor. 1974 inszenierte die griechische Militärregierung gegen den zyprischen Präsidenten und Erzbischof Makarios III. einen Putsch. Die (griechisch-)zyprische Nationalgarde wurde damals von griechischen Offizieren befehligt. Weil Makarios befürchtete, die damals in Griechenland herrschende Militärjunta würde deren Einfluss einsetzen, um seine Macht zu untergraben, verlangte er von der griechischen Regierung, diese Offiziere zurückzubeordern. Daraufhin putschte auf Veranlassung der griechischen Regierung die zyprische Nationalgarde gegen Makarios und setzte eine neue Regierung unter dem extremen griechisch-nationalistischen Politiker Nikos Sampson ein. In Berufung auf das Zürcher und Londoner Abkommen besetzte die Türkei daraufhin den Nordteil von Zypern und etablierte die Türkische Republik Nordzypern. Seitdem ist die Insel in zwei Teile geteilt.

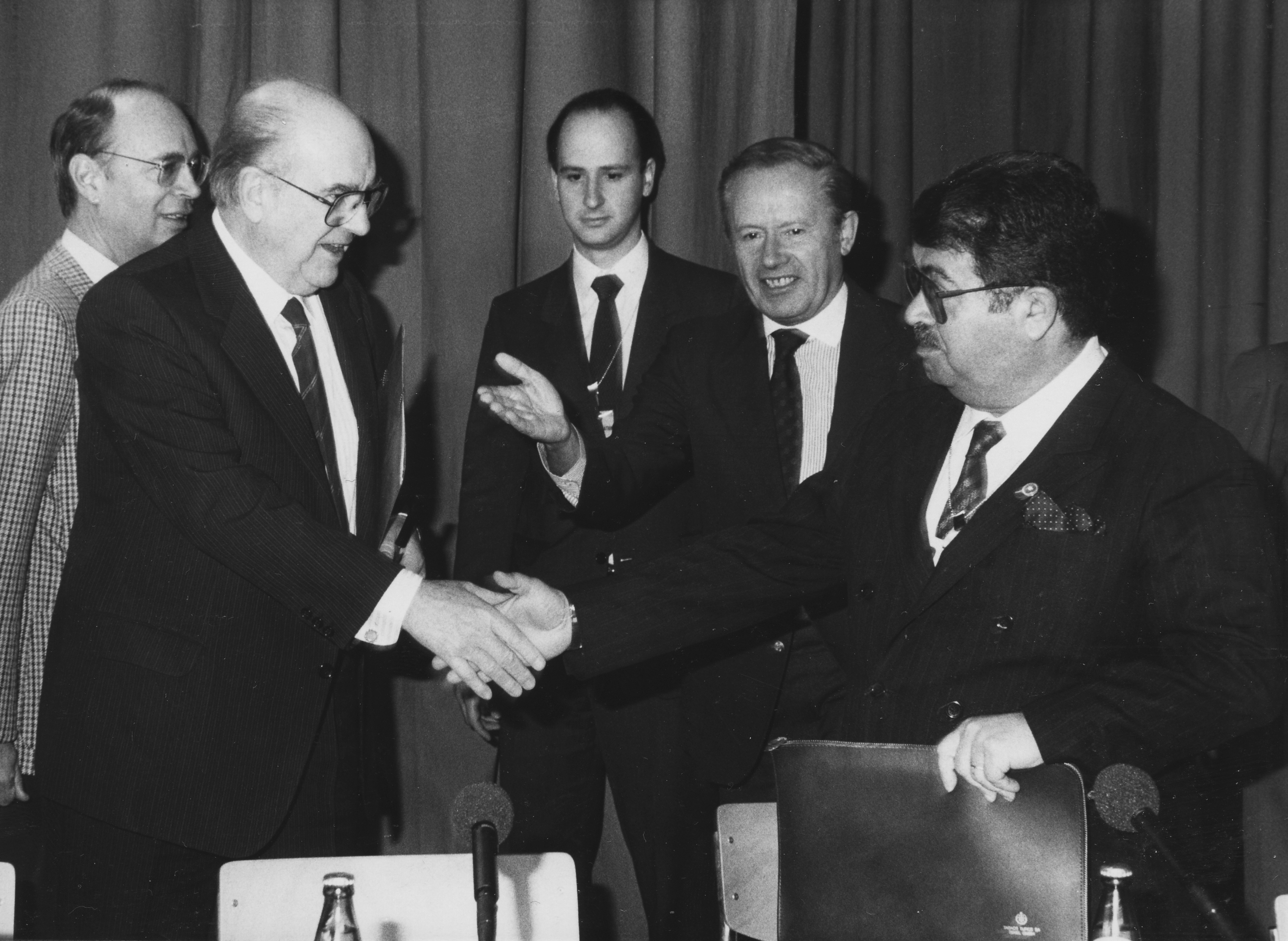
Andreas Papandreou (links) und Turgut Özal (rechts) in Davos 1986

Gegen Ende des 20. Jahrhunderts kam es zwischen den beiden Ländern zu mehreren öffentlichkeitswirksamen Zwischenfällen. Im Jahr 1986 wurde an der Grenze am Fluss Evros ein griechischer Soldat erschossen. 1987 löste das türkische Vermessungsschiff Sismik 1 beinahe einen Krieg zwischen beiden Ländern aus. 1995 brach eine militärische Krise um die unbewohnte Insel Imia aus, auf die beide Länder Anspruch erheben. Beide Länder lieferten sich in den 1990er Jahren einen intensiven geopolitischen Konflikt um die Vorherrschaft im östlichen Mittelmeerraum und umwarben die Staaten der Region, so wie die Länder, die nach dem Zerfall Jugoslawiens entstanden waren. 1995 begannen sich die Beziehungen mit der Wahl von Kostas Simitis in Griechenland zu verbessern. 1998 führten die Gefangennahme des PKK-Führers Abdullah Öcalan – auf dem Weg von der griechischen Botschaft in Kenia – und die damit verbundenen Folgen zum Rücktritt des griechischen Außenministers, der durch einen entschiedenen Befürworter von Gesprächen mit der Türkei ersetzt wurde. Das Erdbeben von Gölcük 1999 und das Erdbeben von Athen 1999 führten zu einer Welle der gegenseitigen Hilfe und Solidarität, die zu einem positiven Wandel der Beziehungen beitrug. In den nächsten Jahren verbesserten sich die Beziehungen weiter und Griechenland gab seinen Widerstand gegen den Beitritt der Türkei zur Europäischen Union auf. Als Zypern 2002 der EU beitrat, kamen die Verhandlungen über den Beitritt der Türkei allerdings aufgrund des zypriotischen Vetos ins Stocken. In den 2000er Jahren wurde Griechenland durch die Griechische Staatsschuldenkrise geschwächt und musste seine Militärausgaben kürzen. Mit der Entdeckung von Erdgasvorkommen im Mittelmeer stiegen die Spannungen zwischen beiden Ländern wieder an, was im Sommer 2020 zur Mobilisierung der Kriegsflotten beider Länder führte. Der türkische Präsident Recep Tayyip Erdoğan drohte 2022 mit Raketenangriffen auf Athen und gab an „Wenn sie sich weiterhin danebenbenehmen, werden wir plötzlich eines Nachts kommen“.
Auf dem NATO-Gipfel in Vilnius 2023 trafen sich die Regierungschefs beider Länder und einigten sich darauf, auf der „positiven Dynamik“ aufzubauen, die nach den verheerenden Erdbeben in der Türkei im Februar entstand, bei denen Griechenland als eines der ersten Länder Unterstützung entsandte. Umgekehrt dankte der griechische Ministerpräsident Kyriakos Mitsotakis der Türkei im Juli für die Entsendung von Löschflugzeugen angesichts der Waldbrände in Griechenland.

## Territorialstreitigkeiten
Der Vertrag von Lausanne, zu dessen Parteien neben der Türkei u. a. Griechenland und Italien gehörten, legte 1923 die Westgrenze der Türkei fest. Die Nachbarn der Türkei im Westen waren damals Griechenland und Italien. Italien hatte 1911 im Italienisch-Türkischen Krieg die Dodekanes besetzt, während die anderen Inseln in der Ägäis vor der kleinasiatischen Küste im ersten Balkankrieg 1912 von Griechenland erobert und im Vertrag von London 1912 an Griechenland abgetreten wurden. Die Inseln der Dodekanes, nämlich Stampalia, Rhodos, Calki (Kharki), Scarpanto, Casso, Piscopis, Misiros, Calimnos, Leros, Patmos, Lipsos, Simi, und Kos, einschließlich des fernab von den anderen Dodekanes-inseln und nur wenige Kilometer vor der türkischen Südküste gelegenen Kastelorizo wurden 1923 im Vertrag von Lausanne (Art. 15) an Italien abgetreten. Griechenland wurde der Besitz der Inseln des Ägäischen Meeres bestätigt, namentlich von Lemnos, Samothrake, Mytilene, Chios und Samos, mit Ausnahme der Inseln Imbros, Tenedos und der Haseninseln, ebenso wie alle ungenannten Inseln, die weniger als 3 Seemeilen von der anatolischen Küste entfernt lagen, die an die Türkei fielen (Art. 12). Griechenland wurde verboten, auf den Inseln Mytilene, Chios, Samos und Nikaria Marinestützpunkte und Befestigungen zu unterhalten, die militärische Präsenz auf diesen Inseln wurde beschränkt (Art. 13).
Nach dem Zweiten Weltkrieg und der Pariser Friedenskonferenz 1946 trat Italien 1947 im Vertrag von Paris die Dodekanes einschließlich Kastelorizo an Griechenland ab. Die Inseln wurden entmilitarisiert (Art. 14 des Pariser Vertrags). Die Türkei war an diesem Vertrag nicht beteiligt, weil beim Kriegseintritt der Türkei auf Seiten der Alliierten 1945 Italien aus dem Kreis der kriegführenden Achsenmächte bereits ausgeschieden war und daher auch keine Kriegserklärung der Türkei an Italien erfolgt war.
Die heutigen Territorialstreitigkeiten beziehen sich auf die Kontrolle über das Seegebiet um Kastelorizo, die zwei Imia genannten, unbewohnten Inseln und die Festlegung der genauen Seegrenzen. In jüngster Zeit hat die Türkei wiederholt die Souveränität Griechenlands über Teile der Dodekanes-Inseln infrage gestellt und warf den Griechen eine Militarisierung der Inseln vor. Die Türkei beansprucht im Rahmen ihrer besonders unter der Regierung Erdoğan geförderten Doktrin „Blaues Vaterland“ (Mavi Vatan) große Meeresgebiete vor ihren Küsten, welche die Ausschließliche Wirtschaftszone der Türkei deutlich ausdehnen würde. Die Türkei ist dem Seerechtsübereinkommen der Vereinten Nationen bislang nicht beigetreten und droht bei einer (einseitigen) Ausweitung der Territorialgewässer, die in diesem Übereinkommen vorgesehen ist, durch Griechenland mit Krieg.

## Kulturbeziehungen

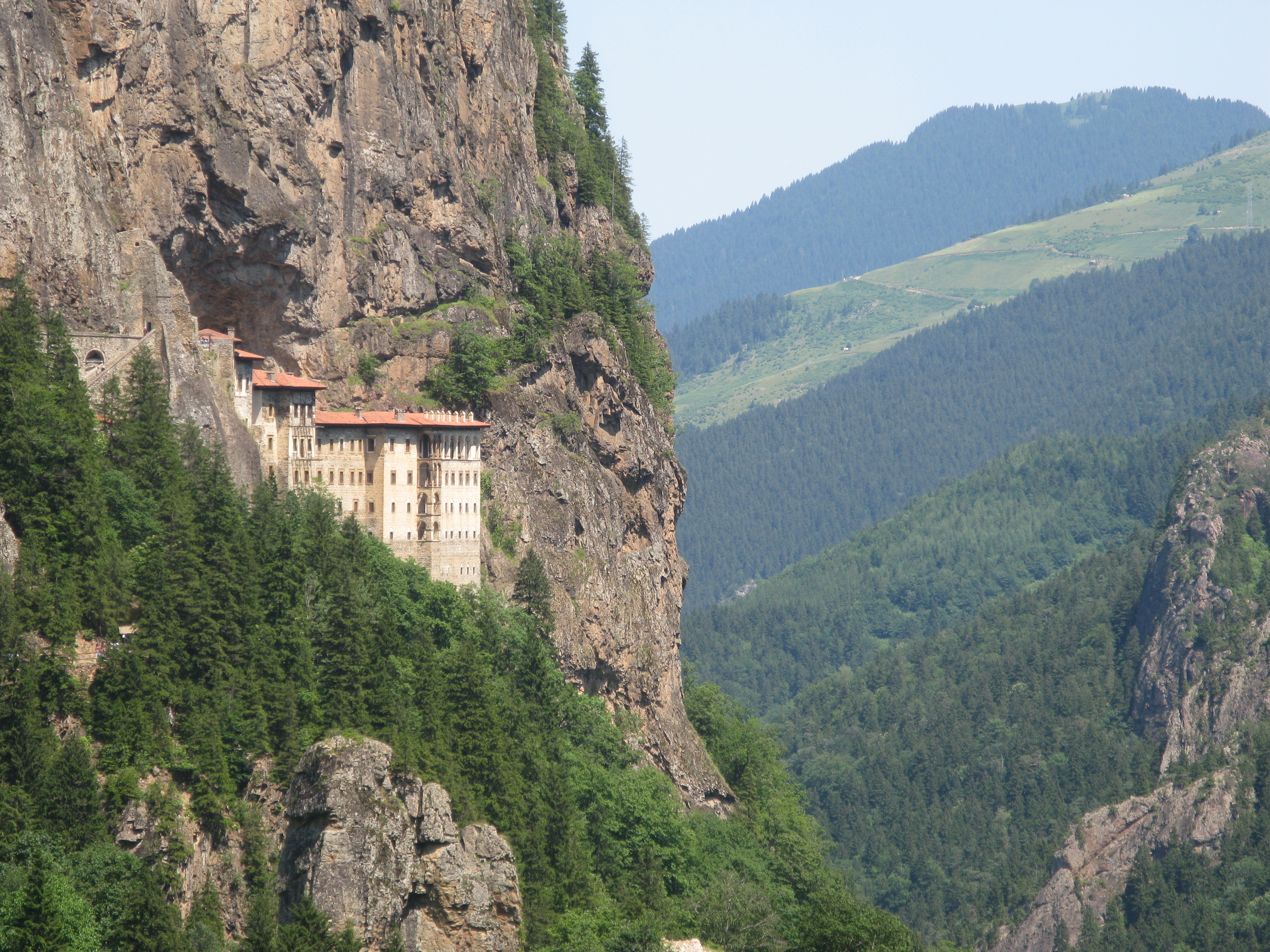
Griechisch-orthodoxes Kloster Sumela in der Provinz Trabzon

Zahlreiche Spuren der griechischen Zivilisation befinden sich auf dem heutigen Staatsgebiet der Türkei und auch in Griechenland finden sich Spuren der osmanischen Herrschaft. Stätten wie Pergamon, Xanthos und Troja gehören zum Welterbe in der Türkei. Mit den Kriegen im 19. und 20. Jahrhundert und dem Aufkommen des griechischen und türkischen Nationalismus wurden ethnischen Gruppen, die im multikulturellen Osmanischen Reich für Jahrhunderte weitgehend konfliktfrei zusammengelebt hatten, auseinandergerissen. Den Schutz der griechisch-orthodoxen christlichen Minderheit in der Türkei und der muslimischen Minderheit in Griechenland sah der Vertrag von Lausanne von 1923 vor. Die Minderheiten in beiden Ländern und die Kulturbeziehungen sind seitdem allerdings stark vom Zustand der politischen Beziehungen zwischen beiden Ländern abhängig. Minderheiten werden von beiden Seiten nach dem Prinzip der Reziprozität als Druckmittel eingesetzt. Im Rahmen der Zypernkrise wurden die jahrtausendealte griechische Gemeinde in den 1950er Jahren aus der Türkei ausgewiesen. 1967 deportierte die griechische Militärregierung türkische Bürger auf der Halbinsel Dodekanes. 1971 wurde das Seminar von Chalki von der türkischen Regierung geschlossen, woraufhin Griechenland ein Jahr später eine türkische Schule in Rhodos schließen ließ. Auch der Zugang zu Kulturstätten wie dem Kloster Sumela wurden von der Politik beeinflusst.

## Wirtschaftsbeziehungen
Trotz der wechselhaften politischen Beziehungen zwischen beiden Ländern haben beide Seiten die Wirtschafts- und Handelsbeziehungen intensiviert. 2022 lag das bilaterale Handelsvolumen bei über 5 Milliarden Euro und die Türkei zählt für griechische Exporteure zu den wichtigsten Absatzmärkten. Besonders Nordgriechenland unterhält enge Wirtschaftsbeziehungen mit der Türkei und ein großer Teil des Handels wird über den Hafen von Thessaloniki abgewickelt. Es bestehen Investitionsprojekte und zahlreiche Touristen besuchen das jeweils andere Land. 2012 wurde die Ankunft türkischer Touristen auf den griechischen Inseln erleichtert. Es besteht außerdem eine Gaspipeline, die vom Kaspischen Meer über die Türkei und Griechenland bis nach Italien verläuft.

## Diplomatische Standorte
Der erste offizielle diplomatische Kontakt zwischen Griechenland und dem Osmanischen Reich fand 1830 statt. Konsularische Beziehungen zwischen den beiden Ländern wurden 1834 aufgenommen. 1853 wurde eine griechische Botschaft in Konstantinopel eröffnet; diese wurde in Krisenzeiten eingestellt und schließlich 1923, als die Republik Türkei gegründet wurde, in die neue Hauptstadt Ankara verlegt.
- Zu den Vertretungen der Türkei in Griechenland gehören die Botschaft in Athen und Generalkonsulate in Thessaloniki, Komotini und Rhodos.
- Zu den Vertretungen Griechenlands in der Türkei gehören die Botschaft in Ankara und Generalkonsulate in Istanbul, Izmir und Edirne.

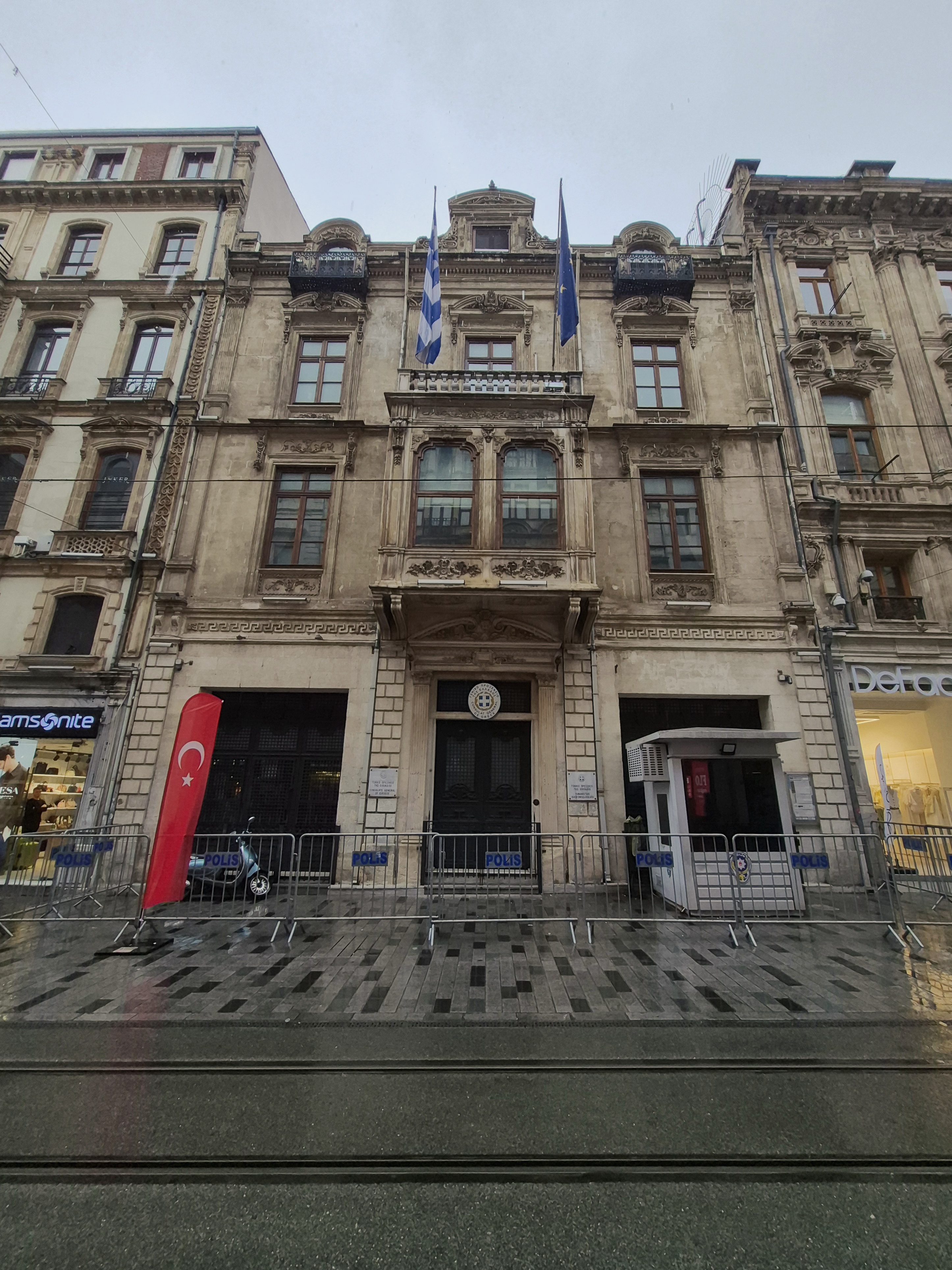
Griechisches Generalkonsulat in Istanbul
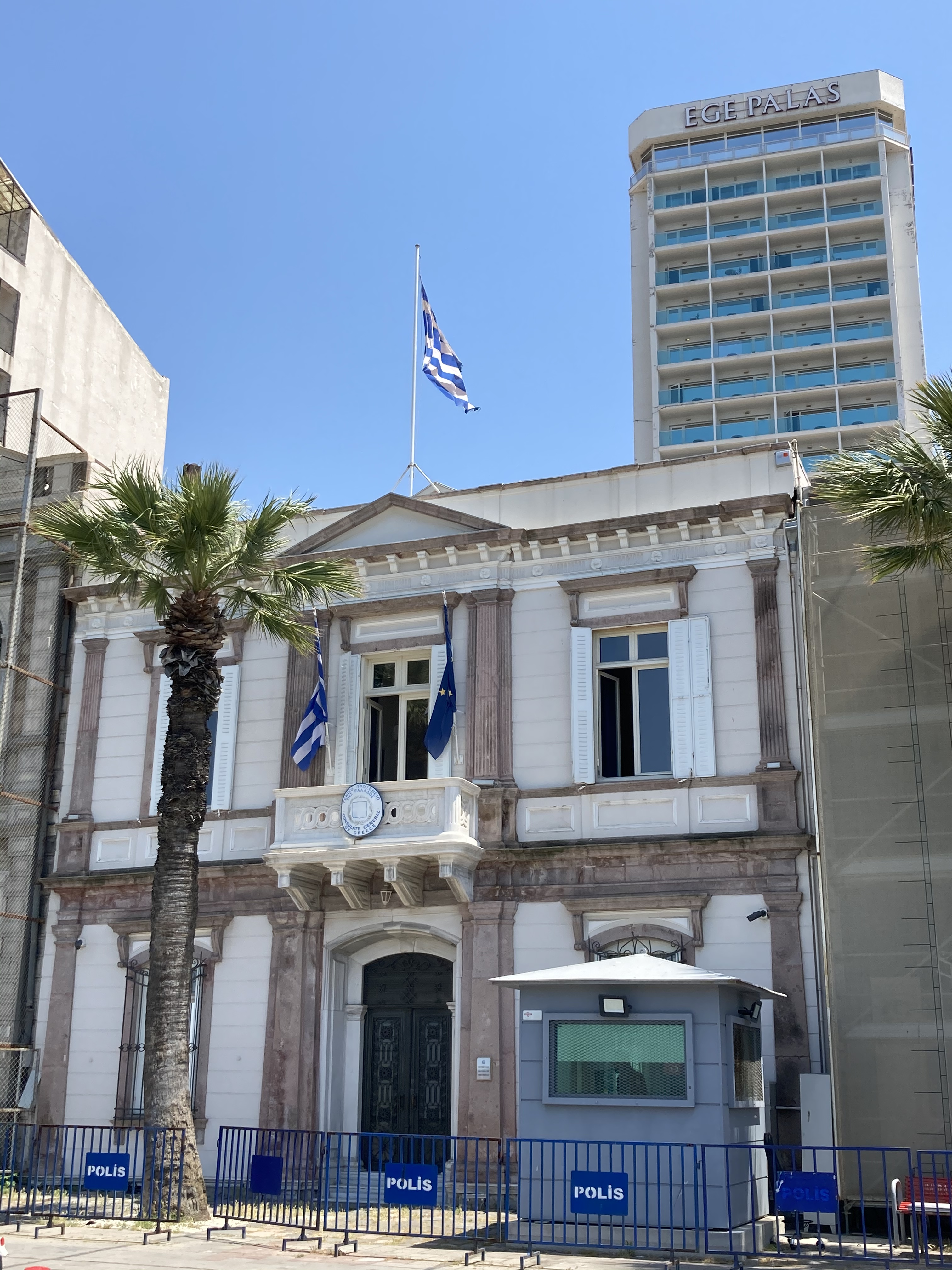
Griechisches Generalkonsulat in Izmir